# Vladimir Nabokov
Vladimir Nabokov (właśc. Władimir Władimirowicz Nabokow, ros. Владимир Владимирович Набоков; ur. 10 kwietnia?/22 kwietnia 1899/  w Petersburgu, zm. 2 lipca 1977 w Montreux) – rosyjsko-amerykański pisarz, tworzący do mniej więcej 1938 roku głównie w języku ojczystym, potem głównie w języku angielskim, autor kilku tekstów w języku francuskim. Z wykształcenia filolog (romanista i rusycysta), krótko studiował zoologię, przez całe życie zajmował się lepidopterologią (liczne artykuły w czasopismach specjalistycznych, praca w harwardzkim muzeum), hobbystycznie układał zadania szachowe, w latach 1941–1959 był wykładowcą literatury na uczelniach amerykańskich.
Szeroką sławę przyniosła mu powieść Lolita (opublikowana w Paryżu, 1955).

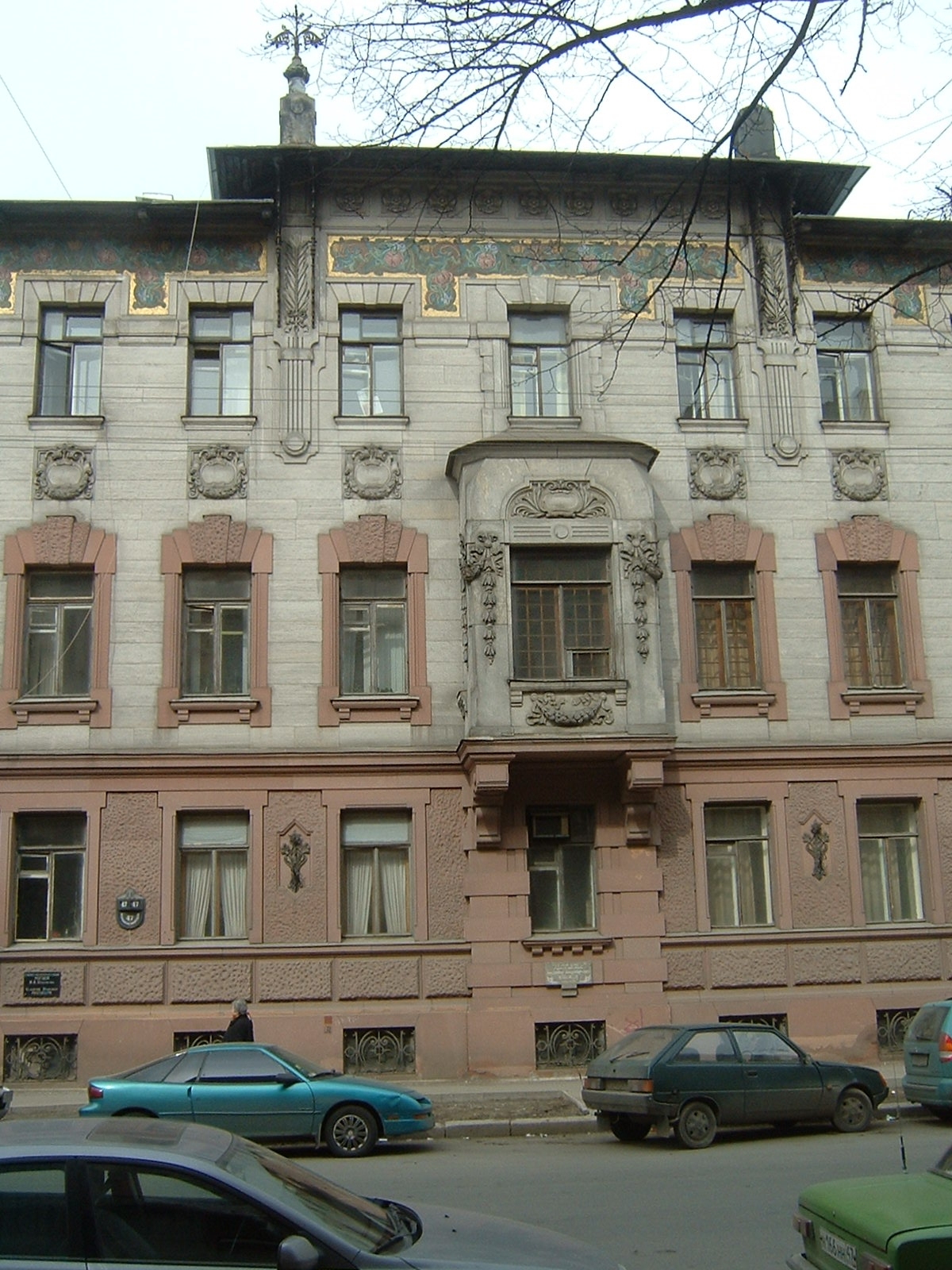
Dom, w którym Nabokov urodził się i spędził dzieciństwo

## Życiorys
Urodził się 10 kwietnia 1899 według stosowanego wówczas w Rosji kalendarza juliańskiego.
Życie Vladimira Nabokova można podzielić na cztery etapy:
- 1899–1920 Rosja,
- 1920–1940 Europa Zachodnia (Cambridge, Berlin i Paryż),
- 1940–1960 Stany Zjednoczone,
- 1960–1977 Szwajcaria.

Nabokov pochodził ze szlacheckiej rodziny rosyjskiej. Po utracie majątku w wyniku rewolucji październikowej w Rosji jego rodzina wyjechała do zachodniej Europy. Na początku lat dwudziestych Nabokov studiował romanistykę i slawistykę w Cambridge, po ukończeniu studiów w 1923 zamieszkał w Berlinie (Niemcy oraz środowisko emigrantów rosyjskich w Niemczech nierzadko występują w utworach Nabokova z tamtego okresu).
15 kwietnia 1925 Nabokov ożenił się z Verą Slonim, 10 maja 1936 urodził im się syn Dmitri. W 1937 przenieśli się do Paryża, a w 1940 popłynęli transatlantykiem do USA, gdzie Nabokov między innymi pracował w muzeum oraz jako profesor literatury na uczelni. Po sukcesie finansowym Lolity, w 1961 Nabokov z rodziną przeprowadził się do Montreux w Szwajcarii. W 1963 otrzymał nominację do Oscara za scenariusz do filmu Lolita (1962). Od 1964 aż do śmierci mieszkał w hotelu Montreux-Palace w Montreux.

## Życie prywatne
Był agnostykiem. Cierpiał na bezsenność.

## Charakterystyka twórczości
Twórczość Nabokova należy do najwybitniejszych osiągnięć w zakresie obu literatur, do których należy, zarówno rosyjskiej, jak i angielskiej.
Powieści Nabokova eksplorują w artystycznej formie tematykę filozoficzną (tematy takie jak estetyka, życie po śmierci, rozważania nad charakterem rzeczywistości i świadomości). Przez niektórych uznawany również czasem za kpiarza literatury, Nabokov uważany jest za pisarza, który potrafi daleko bardziej niż inni twórcy połączyć żar artysty z dyscypliną i chłodem naukowca.
Poza powieściami, trzy wersje autobiografii (Tamte brzegi, Conclusive evidence, oraz Pamięci, przemów), kilka zbiorów opowiadań (m.in. Feralna trzynastka, Szczegółowy opis zachodu słońca i inne opowiadania), dramaty, nieliczne poezje, trzy tomy wykładów o literaturze europejskiej i rosyjskiej, tłumaczenia z angielskiego na rosyjski (m.in. tłumaczenie Alicji w krainie czarów Lewisa Carrolla) i z rosyjskiego na angielski (m.in. erudycyjny przekład Eugeniusza Oniegina Aleksandra Puszkina), zadania szachowe i profesjonalne prace z zakresu badań nad motylami mniejszymi (microlepidoptera).
Jedne z najważniejszych powieści Nabokova to:

### Dar
Powieść odzwierciedlająca pewien okres życia młodego i genialnego pisarza rosyjskiego, mieszkającego
w Berlinie na początku lat dwudziestych XX w. – Fiodora Godunowa Czerdyncewa. Opis jego życia przesycony jest żywymi i barwnymi wspomnieniami z Rosji oraz
spojrzeniem młodego geniusza na własną pracę twórczą.

### Zaproszenie na egzekucję
Artystyczna opowieść dziejąca się w nieokreślonej przyszłości, w świecie noszącym subtelne piętno
sztuczności, zamieszkanym przez sztuczne postaci, pośród których żywy, prawdziwy i czujący istnienie jakiegoś innego lepszego świata, bohater, Cyncynat C., zostaje skazany na śmierć przez ścięcie (jego winą jest bycie nieprzezroczystym w świecie przezroczystych ludzi). Powieść opisuje dni oczekiwania Cyncynata na egzekucję.

### Blady ogień
Napisany tuż po Lolicie tekst, którego natura i przesłanie są wysoce kontrowersyjne.
Jest prawdopodobnie zakamuflowanym traktatem filozoficznym, grą literacką i szaradą eksplorującą tematykę życia po śmierci.
Książka składa się z 999-wersowego poematu Blady ogień, napisanego przez amerykańskiego poetę Johna Shade’a oraz z serii przypisów do poematu (wyraźnie odbiegających od tematu i kilkakrotnie przekraczających objętościowo długość samego poematu) napisanych przez sąsiada i przyjaciela Shade’a – Charlesa Kinbote’a, który utrzymuje, że jest zdetronizowanym królem fikcyjnego państwa – Zembli.

## Poglądy na temat przekładu
Vladimir Nabokov, który sam był tłumaczem, miał stanowcze poglądy na temat przekładu. Można znaleźć je m.in. w jego artykułach The Art Of Translation. On the sins of translation and the great Russian short story oraz Problems of translation: Onegin in English
W Problems of translation: Onegin in English, Nabokov przedstawia nie tylko swoje przemyślenia związane z tłumaczeniem przez niego poematu Eugeniusz Onegin Aleksandra Puszkina z języka rosyjskiego na język angielski, ale także przemyślenia na temat tłumaczenia w ogóle. Autor twierdzi, że każde dosłowne tłumaczenie zawsze będzie bardziej użyteczne niż najpiękniejsza parafraza. Ponadto, uważa, że tłumaczenie dzieła literackiego ma tylko jeden cel, jakim jest stworzenie tekstu jak najbardziej podobnego do tekstu oryginalnego, oraz że każde inne tłumaczenie jest tylko adaptacją lub parodią oryginału. Nabokov wspomina także o ignorancji jako o jednym z największych problemów tłumaczy oraz o znaczeniu przypisów w przekładzie poezji.
W artykule The Art Of Translation. On the sins of translation and the great Russian short story opublikowanym w czasopiśmie The New Republic 4 sierpnia 1941 roku Nabokov przedstawił swoje poglądy na temat tłumaczenia. Wyróżnia w nim trzy stopnie możliwych błędów popełnianych przez tłumaczy, nazywając je „trzema krokami do piekła” oraz określa wymagania, które powinien spełniać tłumacz. Dodatkowo charakteryzuje trzy rodzaje tłumaczy.

### Błędy popełniane podczas tłumaczenia
Jako pierwsze, a zarazem najmniej poważne, Nabokov omawia błędy popełniane na skutek ignorancji lub fałszywej wiedzy, określając je mianem „wybaczalnych”, ponieważ, jak pisze w artykule, wynikają one z naturalnej słabości ludzkiego umysłu. Autor dzieli je na te wynikające ze niedostatecznej znajomości języka obcego i te wynikające z czegoś co nazywa „lingwistycznym daltonizmem” – przeinaczeniem znaczenia jakiegoś słowa lub przetłumaczeniem prostego wyrażenia w zupełnie niepotrzebnie skomplikowany sposób z powodu problemu ze znalezieniem jego prawidłowego odpowiednika.
Następny, drugi stopień, to błędy poważniejsze, takie jak celowe nietłumaczenie słów lub całych fragmentów tekstu, których tłumacz nie rozumie, albo które jego zdaniem będą niejasne dla potencjalnych czytelników lub odebrane przez nich jako nieprzyzwoite.
Popełnianie błędów trzeciego stopnia Nabokov nazywa zbrodnią, która jego zdaniem powinna być surowo karana. Jest to nadawanie przez tłumacza nowego kształtu dziełu, poddawanie go poprawkom i upiększanie go zgodnym z uprzedzeniami i poglądami czytelników, tak aby zaspokoiło ich oczekiwania. Nabokov przytacza tu rosyjskie tłumaczenie fragmentu Hamleta, w którym opis skromnego bukietu kwiatów Ofelii składającego się m.in. z chabrów i stokrotek, zostaje zastąpiony opisem pięknego bukietu róż, fiołków, goździków i lilii.

### Wymagania, które powinien spełniać tłumacz
Według Nabokova tłumacz powinien posiadać taki sam talent lub przynajmniej talent podobnego rodzaju jak ten autora, nad którego dziełem będzie pracował. Po drugie, powinien on posiadać gruntowną wiedzę na temat języka źródłowego, jak i języka docelowego. Dalej powinien on być doskonale zaznajomiony ze wszystkimi szczegółami dotyczącymi metod używanych przed autora, a także znać m.in. pochodzenie użytych w dziele słów. Jednak wiedza i talent to nie wszystko, tłumacz powinien posiadać umiejętność naśladownictwa i wcielać się w autora, jak najwierniej oddając jego sposób działania i myślenia.

### Rodzaje tłumaczy
Pierwszym typem tłumacza wyróżnionym przez Nabokova jest uczony, erudyta, który pragnie aby wielkie dzieła zostały docenione przez świat, tak jak są doceniane przez niego samego. Jego praca, zdaniem Nabokova, powinna być dokładna i uporządkowana – przypisy, które umieści na odpowiednich stronach, będą obszerne i szczegółowe.
Drugim rodzajem jest solidny rzemieślnik (a well-meaning hack), którego praca polega na żmudnym tłumaczeniu kolejnych dzieł, i który robi to z mniejszą dokładnością niż uczony. Ilość popełnionych przez niego pomyłek często jest proporcjonalna do ilości czasu spędzonego na pracy.
Nabokov podkreśla, że ani wiedza ani pracowitość nie zastąpią stylu i wyobraźni.
Jako ostatniego Nabokov przedstawia „prawdziwego poetę”, który posiada obie wyżej wspomniane zalety, i który nie tylko tłumaczy, ale również tworzy własne dzieła. Jednak brakuje mu wiedzy uczonego i doświadczenia rzemieślnika. Dodatkowo, im większy będzie jego talent, tym bardziej będzie zdolny do zatarcia stylu tłumaczonego dzieła i zastąpienia go własnym.

## Twórczość
Źródło:

### Dzieła rosyjskojęzyczne
Powieści

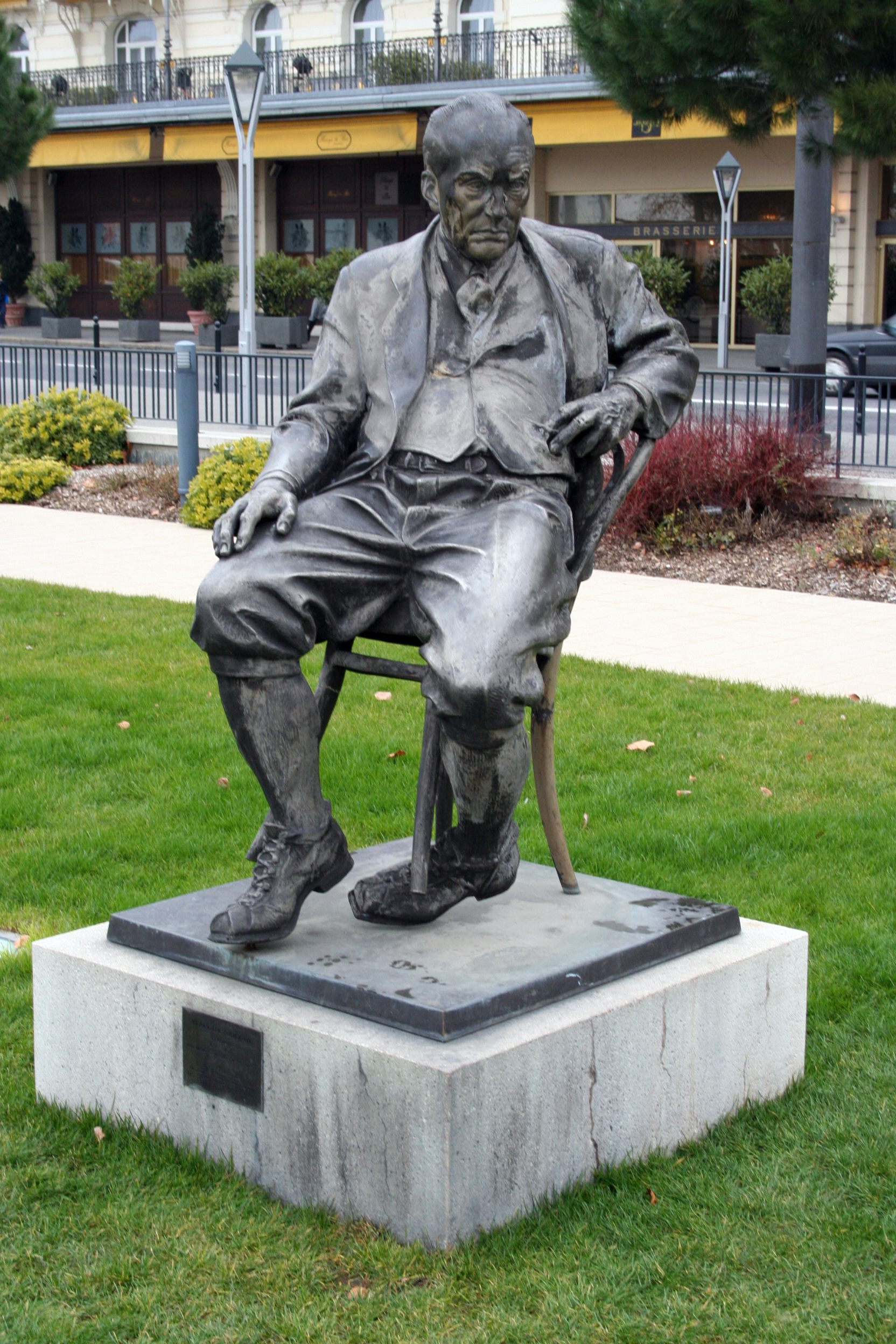
Pomnik Nabokova w Montreux

- 1926 – Maszeńka (ros. Машенька) – polskie tłumaczenie Eugenia Siemaszkiewicz
- 1928 – Król, dama, walet (ros. Король, дама, валет) – polskie tłumaczenie Leszek Engelking
- 1930 – Obrona Łużyna (ros. Защита Лужина) – polskie tłumaczenie Eugenia Siemaszkiewicz
- 1932 – Splendor lub Chwała (ros. Подвиг) – polskie tłumaczenie Anna Kołyszko
- 1933 – Camera obscura (ros. Камера обскура)
- 1934 – Rozpacz (ros. Отчаяние) – polskie tłumaczenie Leszek Engelking
- 1937–1938 – Dar (ros. Дар) – polskie tłumaczenie Eugenia Siemaszkiewicz
- 1938 – Zaproszenie na egzekucję (ros. Приглашение на казнь) – polskie tłumaczenie Leszek Engelking

Utwory dramatyczne
- 1923 – Śmierć (ros. Смерть)
- 1938 – Wynalazek Walca (ros. Изобретение Вальса)

### Dzieła anglojęzyczne
Powieści
- 1938 – Śmiech w ciemności (ang. Laughter in the Dark) – druga wersja powieści Camera obscura, zmodyfikowana i przetłumaczona na angielski przez Nabokova; polskie tłumaczenie Ariadna Demkowska-Bohdziewicz[10], Warszawa: Iskry 1993; Michał Kłobukowski, Warszawa: Da Capo, 2000; Warszawa: Muza, 2009
- 1941 – Prawdziwe życie Sebastiana Knighta (ang. The Real Life of Sebastian Knight) – polskie tłumaczenie Michał Kłobukowski, Warszawa: PIW, 1992; Muza, 2003
- 1947 – Z nieprawej strony (ang. Bend Sinister) – polskie tłumaczenie Rafał Śmietana, Maciej Słomczyński (pt. Skośnie w lewo), Michał Kłobukowski (pt. Nieprawe godło, 2006)
- 1955 – Lolita (ang. Lolita) – polskie tłumaczenie Robert Stiller (wyd. PIW, 1991) i Michał Kłobukowski (Warszawa: Da Capo, 1997; Bertelsmann, 2001; Muza, 2003; Gazeta Wyborcza, 2003)
- 1957 – Pnin (ang. Pnin) – polskie tłumaczenie Anna Kołyszko
- 1962 – Blady ogień (ang. Pale Fire; tłum. Robert Stiller; Michał Kłobukowski i Stanisław Barańczak, Warszawa: Da Capo, 1998)
- 1969 – Ada albo Żar. Kronika rodzinna (ang. Ada or Ardor: A Family Chronicle) – polskie tłumaczenie Leszek Engelking
- 1972 – Przejrzystość rzeczy lub Przezroczyste przedmioty (ang. Transparent Things) – polskie tłumaczenie Ariadna Demkowska i Jolanta Kozak
- 1974 – Patrz na te arlekiny (ang. Look at the Harlequins!) – polskie tłumaczenie Anna Kołyszko
- 2009 – Oryginał Laury (ang. The Original of Laura) – nieukończona; polskie tłumaczenie Leszek Engelking

Opowiadania
- 1921 – Leśne licho (ang. The Wood-Sprite)
- 1923 – Tutaj mówi się po rosyjsku (ang. Russian Spoken Here), Dźwięki (ang. Sounds)
- 1924 – Bachmann (ang. Bachmann), Detale zachodu słońca (ang. Details of a Sunset), Nadmorski port (ang. The Seaport), Zemsta (ang. Revenge), Dobroczynność (ang. Beneficence), Burza (ang. The Thunderstorm), La Veneziana (ang. La Veneziana)
- 1925 – Powrót Czorba (ang. The Return of Chorb), Przewodnik po Berlinie (ang. A Guide to Berlin)
- 1926 – Bajka (ang. A Nursery Tale), Traf chciał (ang. A Matter of Chance), Brzytwa (ang. Razor)
- 1929 – Kartoflany Elf (ang. The Potato Elf)
- 1930 – Aurelian (ang. The Aurelian)
- 1931 – Terra incognita (ang. Terra Incognita), Usta ku ustom (ang. Lips to Lips)
- 1932 – Muzyka (ang. Music)
- 1933 – Leonardo (ang. The Leonardo)
- 1936 – Wiosna w Fialcie (ang. Spring in Fialta), Mademoiselle O (ang. Mademoiselle O)
- 1938 – Oko (ros. Соглядатай)
- 1939 – Czarodziej (ros. Волшебник)
- 1942 – Ultima Thule (ros. Ultima Thule) i Solus Rex (ros. Solus Rex) – jedyne rozdziały niedokończonej powieści pt. Solus rex
- 1945 – Obrazek rodzajowy, 1945 (ang. Conversation Piece, 1945)
- 1946 – Sygnały i symbole (ang. Signs and Symbols)
- 1951 – Siostry Vane (ang. The Vane Sisters)
- 2005 – Słowo (ang. Word)
- 2008 – Natasza (ang. Natasha)
- Obłok, jezioro, zamek (ang. Cloud, Castle, Lake)
- Zapomniany poeta (ang. A Forgotten Poet)
- Asystent reżysera (ang. The Assistant Producer)
- „Że gdy raz w Aleppo...” (ang. „That in Allepo Once...”)
- Czas i zmierzch (ang. Time and Ebb)
- Chwat (ang. A Dashing Fellow)
- Zły dzień (ang. A Bad Day)
- Zwiedzanie muzeum (ang. The Visit to the Museum)
- Zajęty człowiek (ang. A Busy Man)
- Spotkanie (ang. The Reunion)
- Lebioda (ang. Orache)
- Pełnia (ang. Perfection)
- Igła admiralicji (ang. The Admirally Spire)
- Pamięci L.I. Szygajewa (ang. In Memory of L.I. Shigaev)
- Krąg (ang. The Circle)
- Krasawica (ang. A Russian Beauty)
- Nowina (ang. Breaking the News)
- Ociężały dym (ang. Torpid Smoke)
- Nabór (ang. Recruiting)
- Kęs życia i inne opowiadania (ang. A Slice of Life) – polskie tłumaczenie Michał Kłobukowski, Warszawa: Muza, 2009
- Unicestwienie tyranów (ang. Tyrants Destroyed)
- Lik (ang. Lik)
- Wasilij Szyszkow (ang. Vasiliy Shishkov)
- Pierwsza miłość (ang. First Love)
- Sceny z życia podwójnego potwora (ang. Scenes from the Life of a Double Monster)
- Lance (ang. Lance)
- Cios skrzydła (ang. Wingstroke)
- Bogowie (ang. Gods)
- Smok (ang. The Dragon)
- Wigilia (ang. Christmas)
- List, który nigdy nie dotarł do Rosji i inne opowiadania (ang. A Letter That Never Reached Russia) – polskie tłumaczenie Michał Kłobukowski oraz (dwa opowiadania) Leszek Engelking, Warszawa, Muza, 2007
- Bójka (ang. The Fight)
- Zgroza (ang. Terror)
- Pasażer (ang. The Passenger)
- Dzwonek (ang. The Doorbell)
- Sprawa honoru (ang. An Affair of Honor)
- Wigilijne opowiadanie (ang. The Christmas Story)
- Wielkanocny deszcz (ang. Easter Rain)

Biografie
- 1951 – Conclusive Evidence – pierwsza wersja autobiografii Nabokova
- 1954 – Tamte brzegi (ros. Другие берега) – poprawiona wersja autobiografii Nabokova w języku rosyjskim i później przetłumaczona przez Nabokova i jego żonę na język angielski pt. Pamięci, przemów; polskie tłumaczenie Eugenia Siemaszkiewicz
- 1967 – Pamięci, przemów (ang. Speak, Memory) – ostateczna wersja autobiografii w języku angielskim; polskie tłumaczenie Anna Kołyszko i opatrzone posłowiem Leszka Engelkinga

Publicystyka
- 1980 – Wykłady o literaturze (ang. Lectures on Literature) – polskie tłumaczenie Zbigniew Batko
- 1981 – Wykłady o literaturze rosyjskiej (ang. Lectures on Russian Literature) – polskie tłumaczenie Zbigniew Batko
- 1983 – Wykłady o Don Kichocie (ang. Lectures on Don Quichote) – polskie tłumaczenie Jolanta Kozak